# Diabelski Kamień (Puszcza Darżlubska)

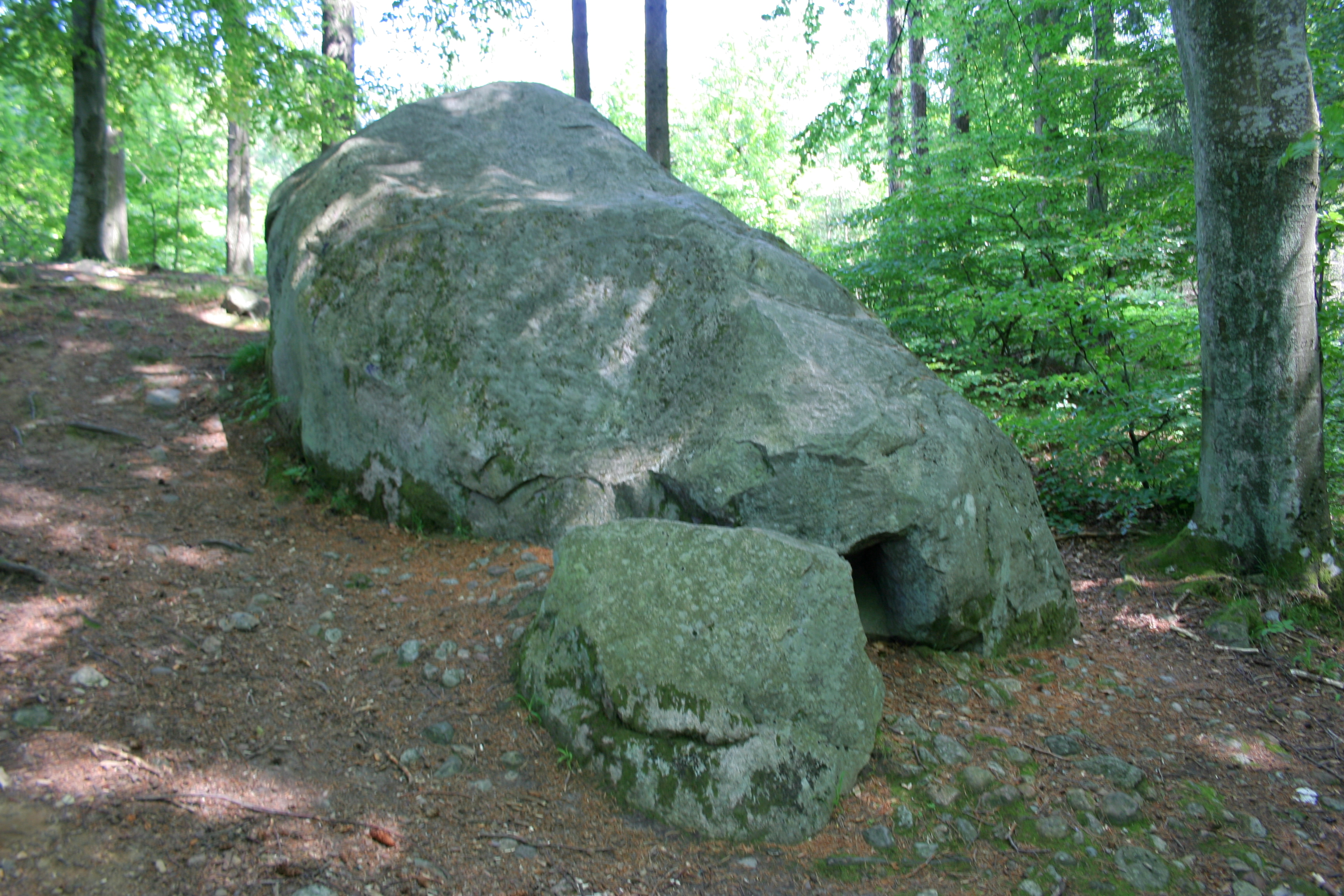

Diabelski Kamień – głaz narzutowy, pomnik przyrody, znajdujący się w Nadmorskim Parku Krajobrazowym, na terenie Puszczy Darżlubskiej, koło miejscowości Połchówko w Gminie Krokowa. Głaz ma wysokość 1,8 m i obwód 12,5 m. Znajduje się na szlaku grot mechowskich, w pobliżu kamienia zwanego Bożą Stopką. Oba głazy służyły jako kamienie graniczne, oddzielające posiadłości bogatych gburów z Połchówka i Czechów.

## Legenda
Zgodnie z legendą, kamień został przyniesiony w to miejsce przez diabła. Biesowi, który mieszkał w Mechowej, przeszkadzały nabożeństwa odprawiane w tamtejszym kościele, postanowił więc zniszczyć świątynię. Do tego celu, wybrał jeden z ogromnych głazów, który kiedyś zobaczył w Szwecji. Ale że droga była długa, a kamień bardzo ciężki, zmęczył się, więc położył głaz na ziemi, chcąc też jednocześnie naprawić zniszczony but. Na naprawie zastał go świt. Słysząc kura, zezłościł się i zaczął drapać głaz, bo nie mógł go już podnieść z ziemi. Te rysy i szczeliny pozostawione przez jego pazury do dziś można oglądać na głazie.